# South Salt Lake
South Salt Lake é uma cidade localizada no estado norte-americano do Utah, no Condado de Salt Lake.

## Demografia
Segundo o censo norte-americano de 2000, a sua população era de 22.038 habitantes. Em 2006, foi estimada uma população de 21.354, um decréscimo de 684 (-3.1%).

## Geografia
De acordo com o United States Census Bureau, o local tem uma área de 17,9 km².

## Localidades na vizinhança
O diagrama seguinte representa as localidades num raio de 8 km ao redor de South Salt Lake.